# Rundturmkirche
| Dieser Artikel wurde auf der Qualitätssicherungsseite des WikiProjekts Planen und Bauen eingetragen. Dies geschieht, um die Qualität der Artikel aus den Themengebieten Bautechnik, Architektur und Planung auf ein akzeptables Niveau zu bringen. Dabei werden Artikel, die nicht maßgeblich verbessert werden können, möglicherweise in die allgemeine Löschdiskussion gegeben. Hilf mit, die inhaltlichen Mängel dieses Artikels zu beseitigen, und beteilige dich an der Diskussion! |

Reetgedeckte Rundturmkirche: Theberton, Suffolk, England

Rundturmkirchen stellen eine besondere architektonische Form von Kirchengebäuden in der Westhälfte Europas dar, die sich insbesondere auf England konzentrieren.

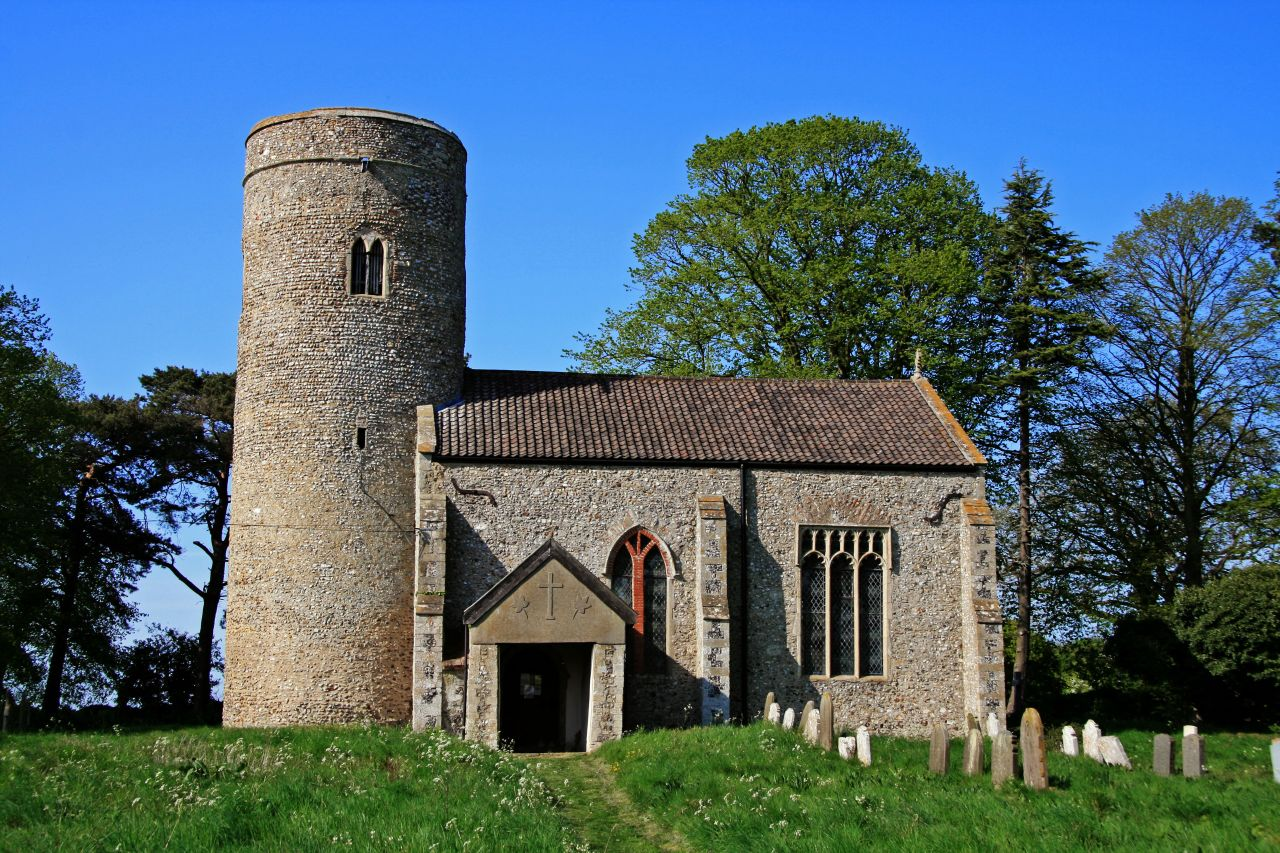
All Saints in Runhall Norfolk

## Verbreitung

### Deutschland
In Deutschland gibt oder gab es Rundturmkirchen in der Westhälfte.
- Bayern (Heilig Blut in Landshut; St. Thomas in Augsburg, eine moderne Rundturmkirche, die der Kategorie eigentlich nicht entspricht).
- Baden-Württemberg (Achern und Lorch)
- Niedersachsen (Suderburg, Betzendorf, Reckershausen, Salzhausen, Sattenhausen und Westen)
- Nordrhein-Westfalen (Lukaskirche in Münster)
- Schleswig-Holstein
  - Holstein

-   - Vicelinkirchen in Neukirchen/Malente, Pronstorf und Ratekau sowie ursprünglich in Bosau.
  - Zu den Holsteiner Rundturmkirchen sind neben der Michaeliskirche (Kaltenkirchen) auch die Heiligen-Geist-Kirche (Barmstedt), St. Johannis (Hamburg-Eppendorf) und die Rellinger Kirche zu zählen, deren Türme ummauert wurden.
  - In Dithmarschen die Bartholomäuskirche in Wesselburen (heute in den barocken Neubau integriert), die St.-Andreas-Kirche (Weddingstedt) (nur noch der Stumpf erhalten) und die St.-Remigius-Kirche in Albersdorf (nicht erhalten).

- - Südschleswig (Süderstapel, Kosel und Oeversee)

- Rheinland-Pfalz (Eckersweiler, Hermeskeil-Bescheid)
- Saarland (Bebelsheim, Erfweiler-Ehlingen und Reinheim).

Rundturmkirchen in Deutschland und Großbritannien
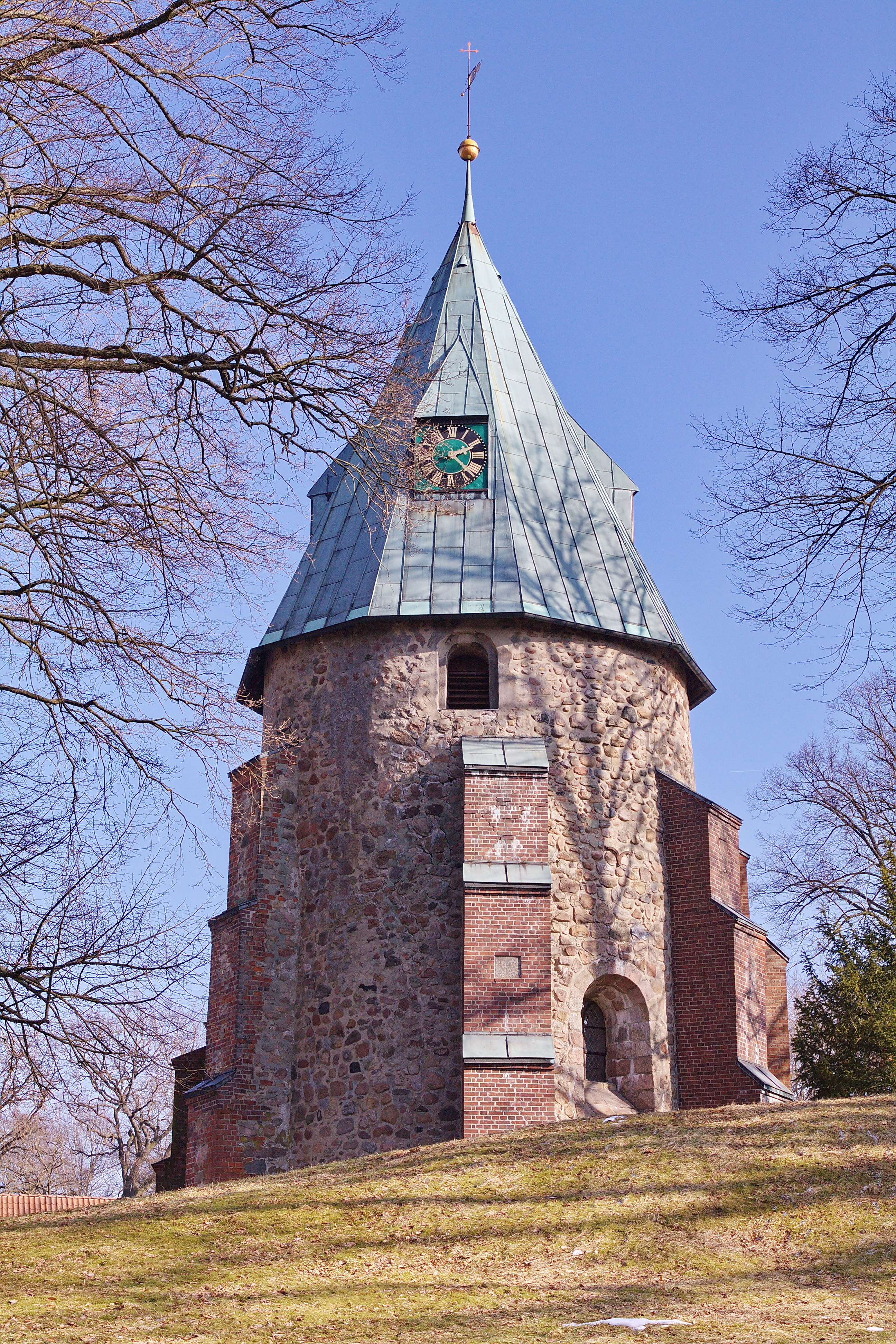
St. Peter und Paul Betzendorf
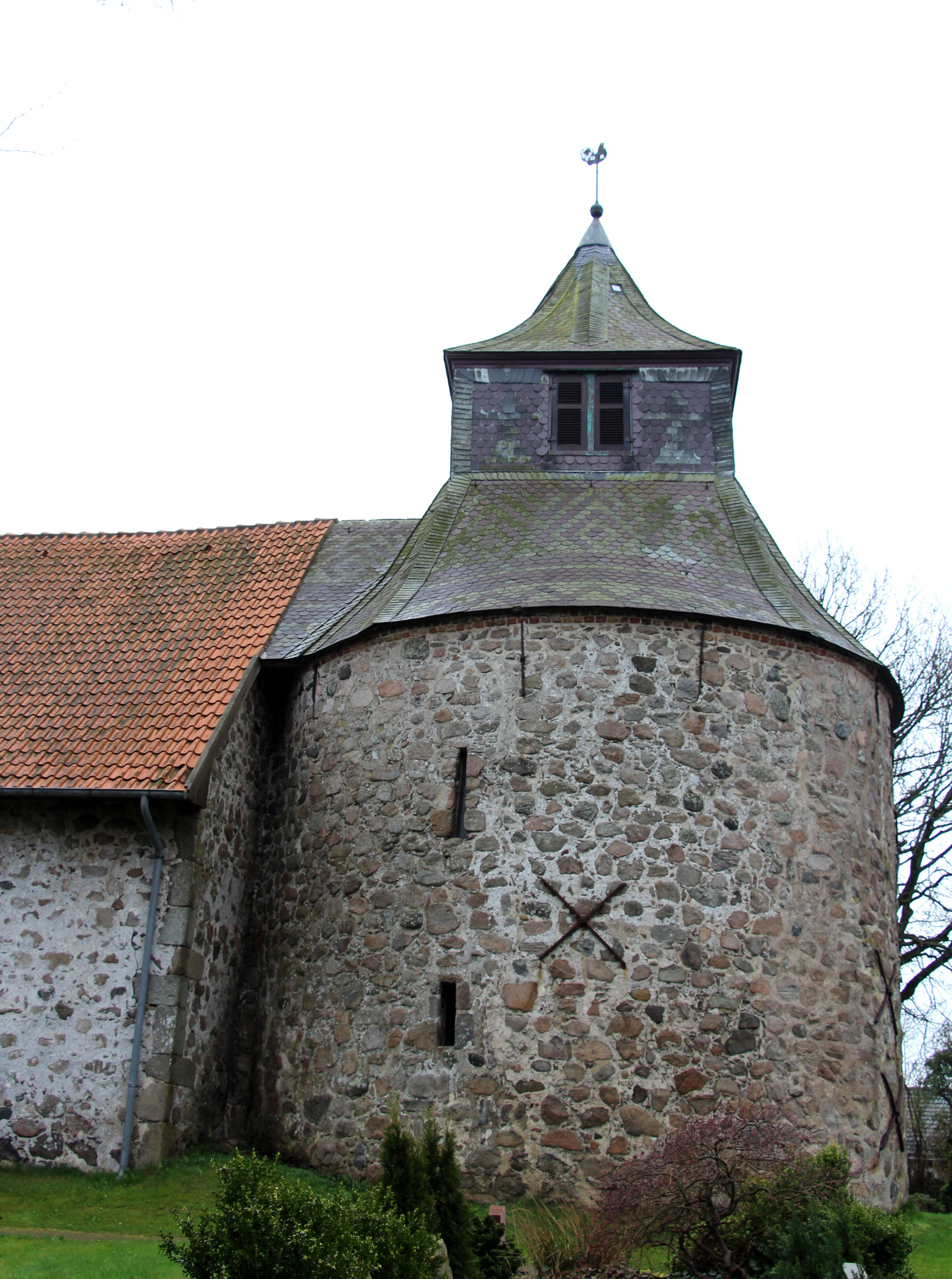
Feldsteinkirche von Oeversee Schleswig-Holstein
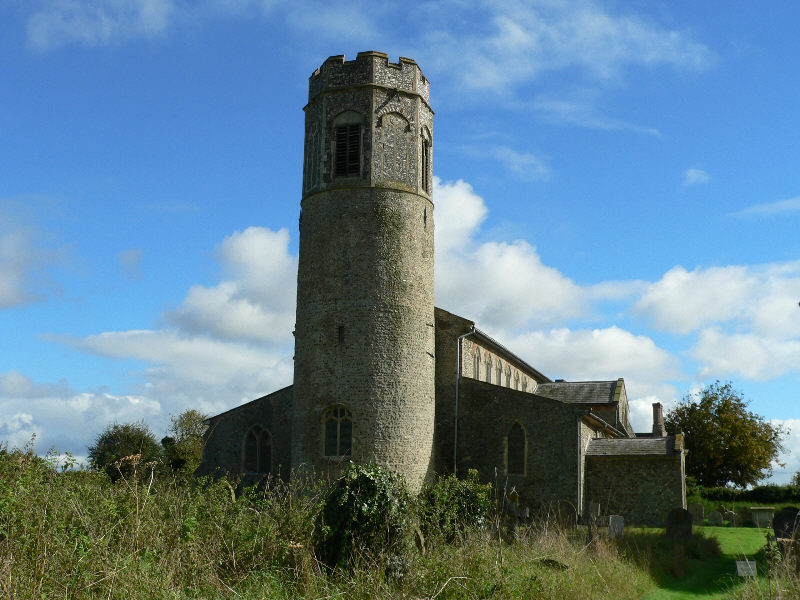
Rundturm von St. Andrew in Bedingham
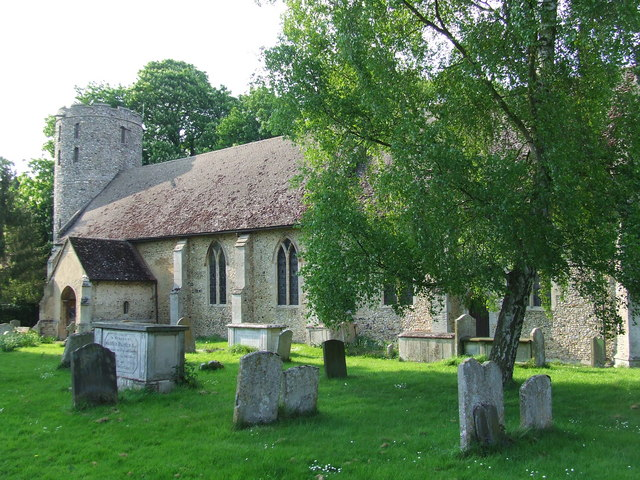
Rundturmkirche St Giles Risby
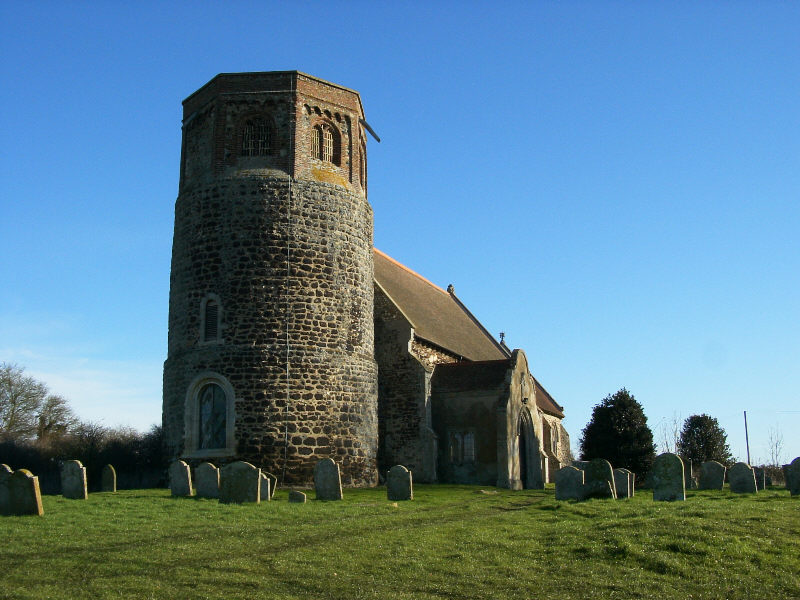
West Dereham
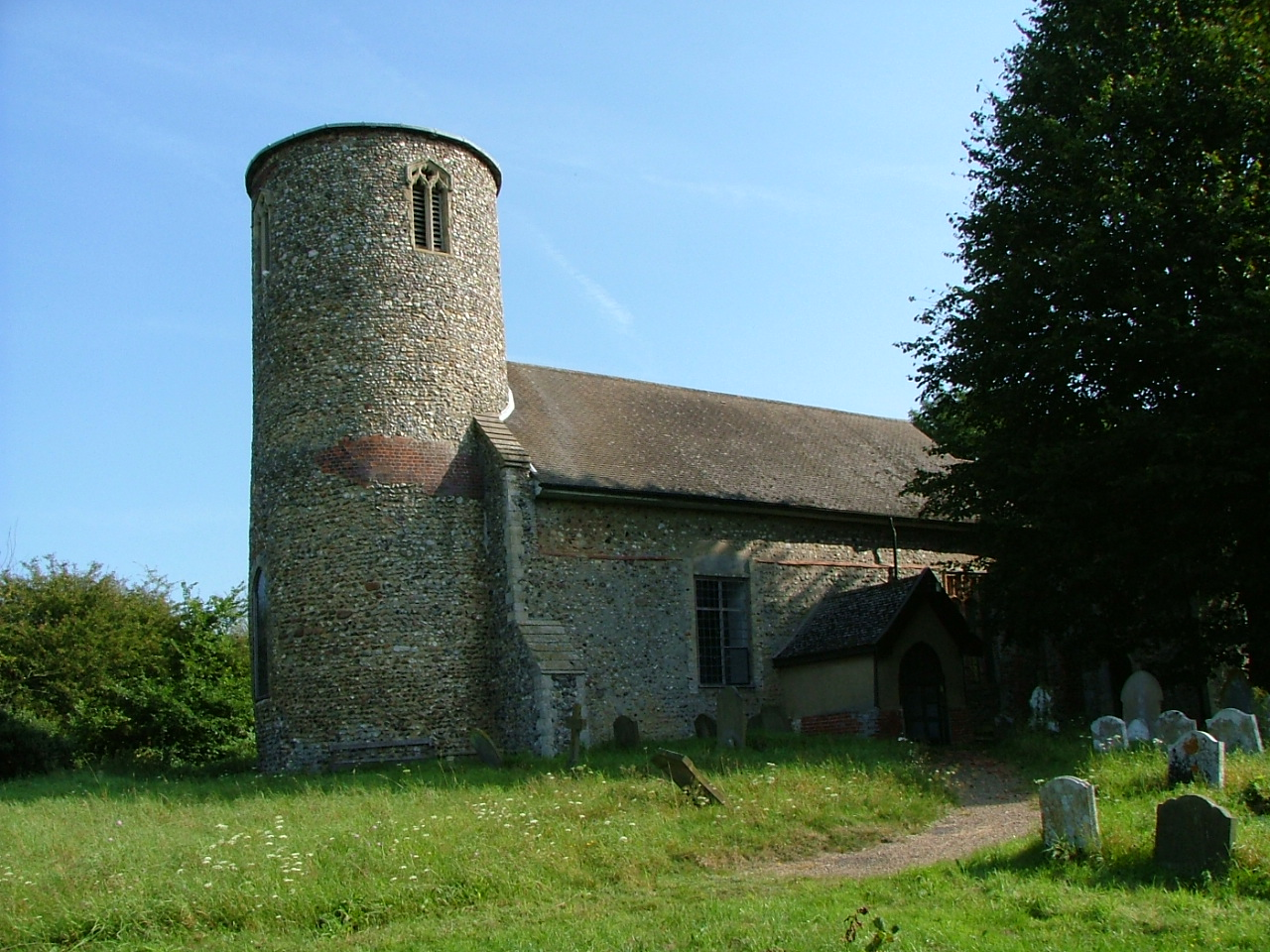
Bruisyard church
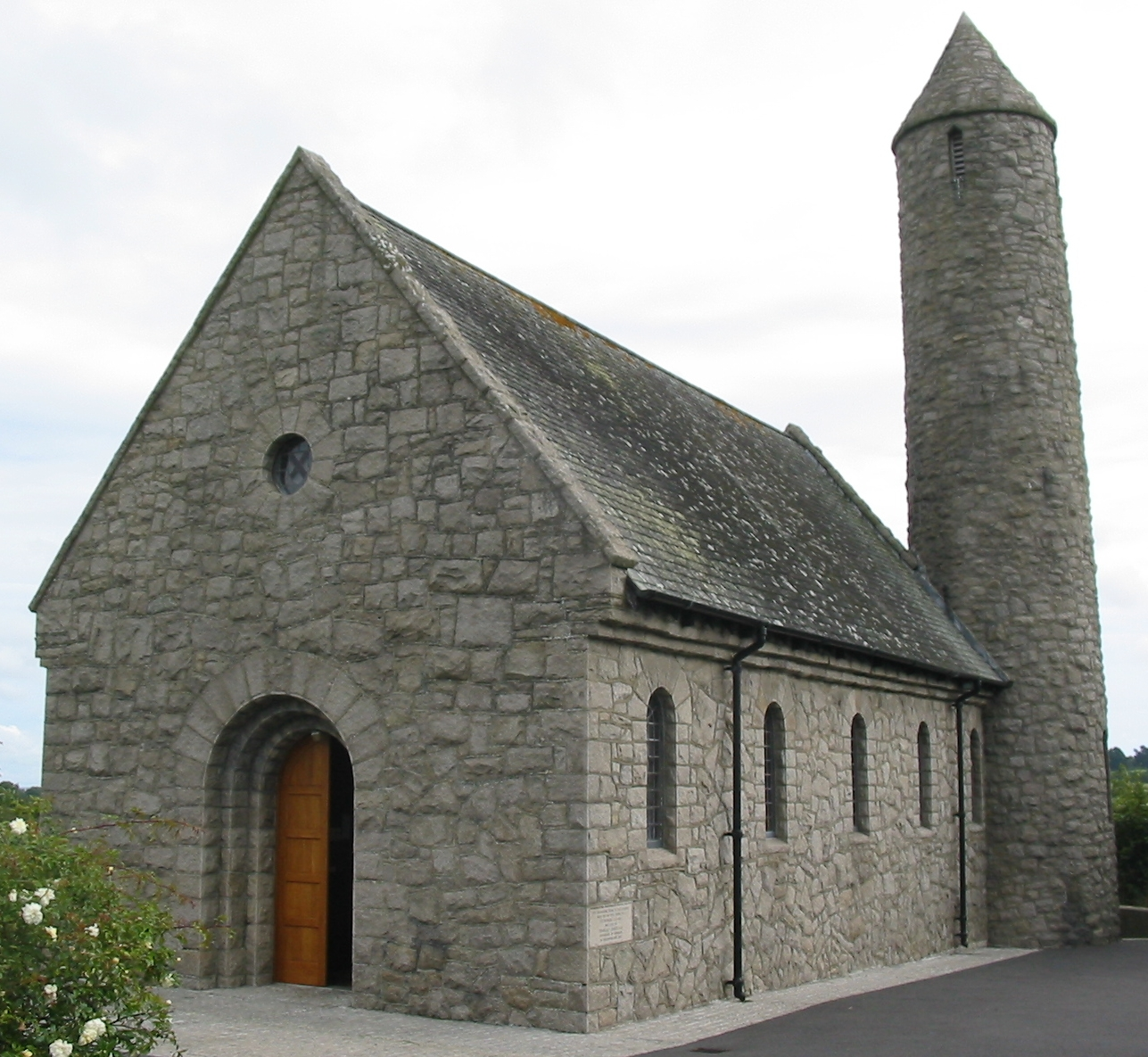
Saul church County Down
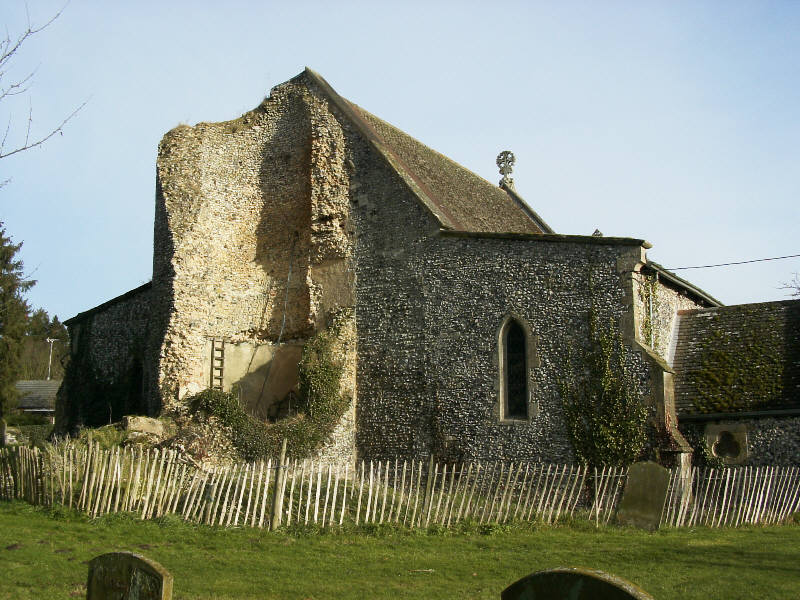
Verfallener Rundturm: Cockley Cley, Norfolk

### England und Orkney
Der Großteil dieser Kirchen findet sich in England, insbesondere in East Anglia. Allein in Norfolk gibt es 124 Rundturmkirchen, in Suffolk 38. Weitere Countys mit mindestens einer Rundturmkirche sind Essex, Cambridgeshire, Sussex und Berkshire.
Die Rundturmkirchen East Anglias sind häufig angelsächsischen Ursprungs und teilweise über 1000 Jahre alt. Ein Charakteristikum vieler Rundturmkirchen in Norfolk ist das Reetdach, eine in der Gegend früher häufige Form der Bedachung.
Die Kirchen liegen teilweise weit ab von Siedlungen. Grund hierfür ist, dass die Landesherren früher oft die ihnen unterstellten Bewohner umsiedelten, um sich Jagdgründe zu schaffen. Die Behausungen wurden abgerissen und an anderer Stelle aufgebaut, an die Kirchen traute man sich jedoch nicht heran, so dass sie einsam in der Landschaft stehen und oft nur über Fußwege erreichbar sind.
Hieraus ergibt sich das Problem, dass viele der Kirchen keine Gemeinden mehr haben und damit entweder ausgesegnet und dem Verfall preisgegeben werden oder durch gemeinnützige Organisationen, wie etwa den „Churches Conservation Trust“, die sich über Spenden finanzieren, erhalten werden müssen. Geldmangel führt auch oft dazu, dass die eigentlich ursprünglichen Reetdächer nicht mehr erneuert werden können oder die Kirchen verfallen.
Die St. Magnus Church auf Egilsay (Orkney) hat auch einen Rundturm.

Rundturmkirchen in Schweden
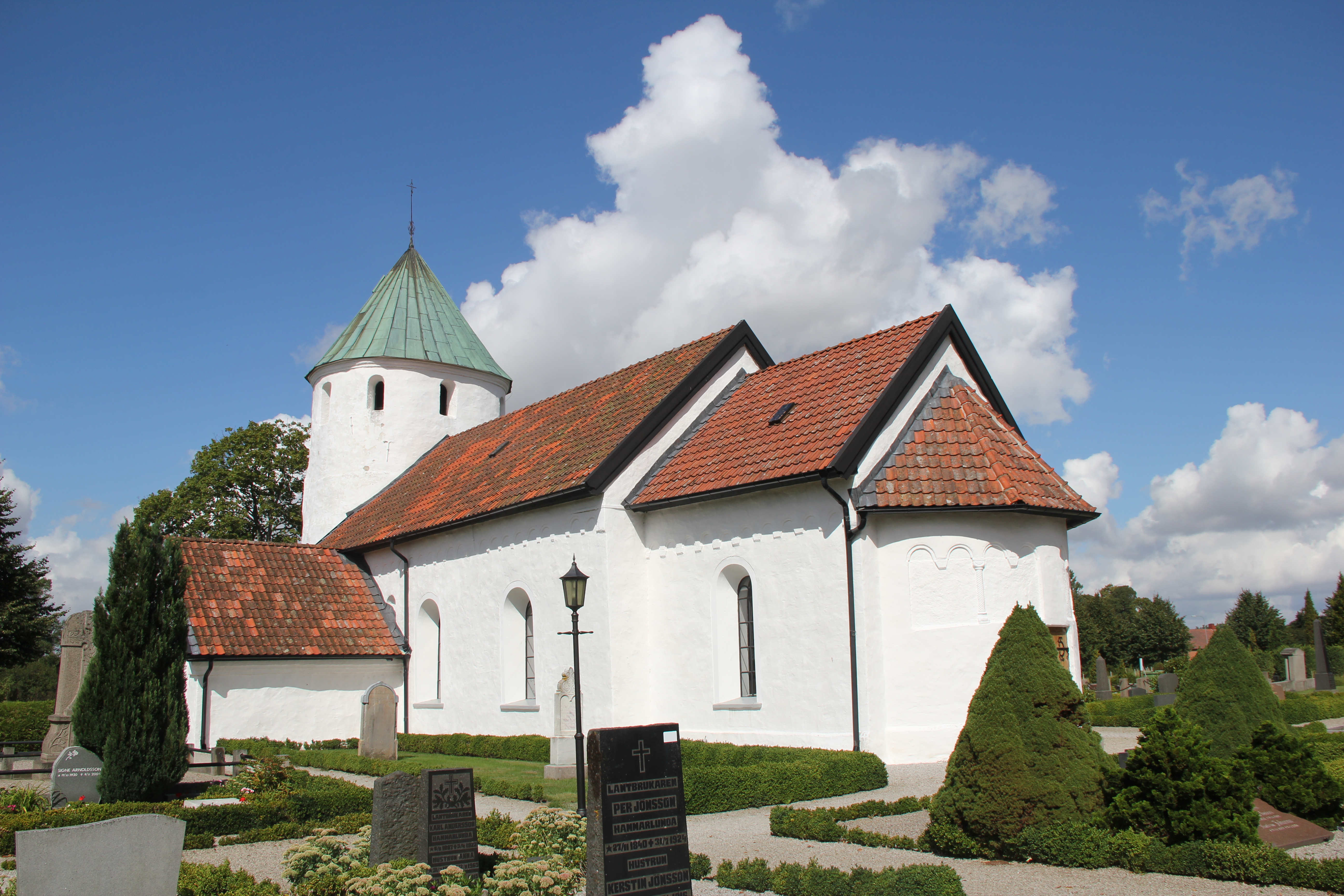
Kirche von Hammarlunda
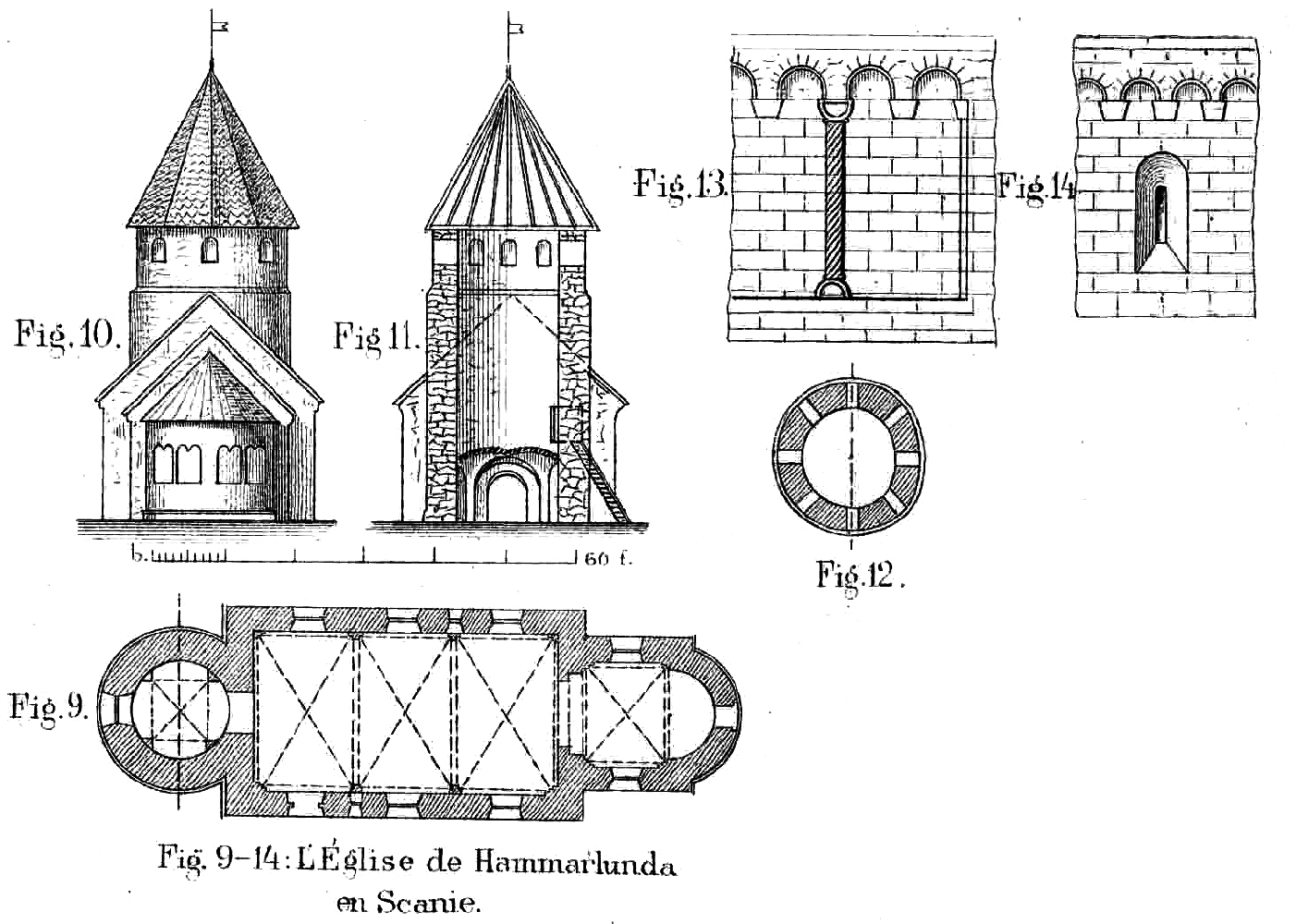
Kirche von Hammarlunda

### Schweden
In Schweden gibt es sechs Rundturmkirchen, alle in Schonen, von denen vier erhalten sind. Diese sind nicht mit den schwedischen Rundkirchen zu verwechseln.

Erhalte Rundturmkirchen
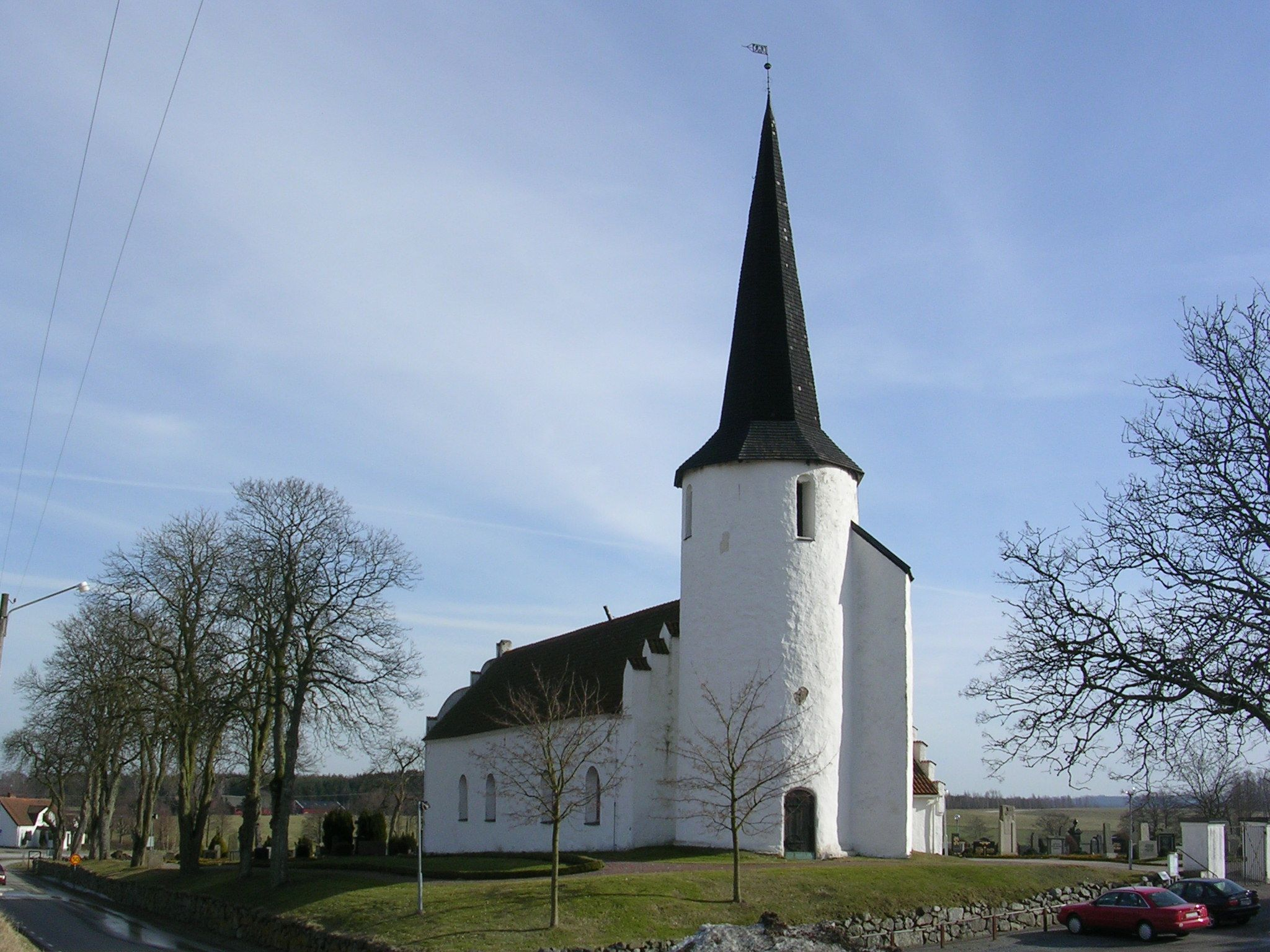
Kirche von Blentarp
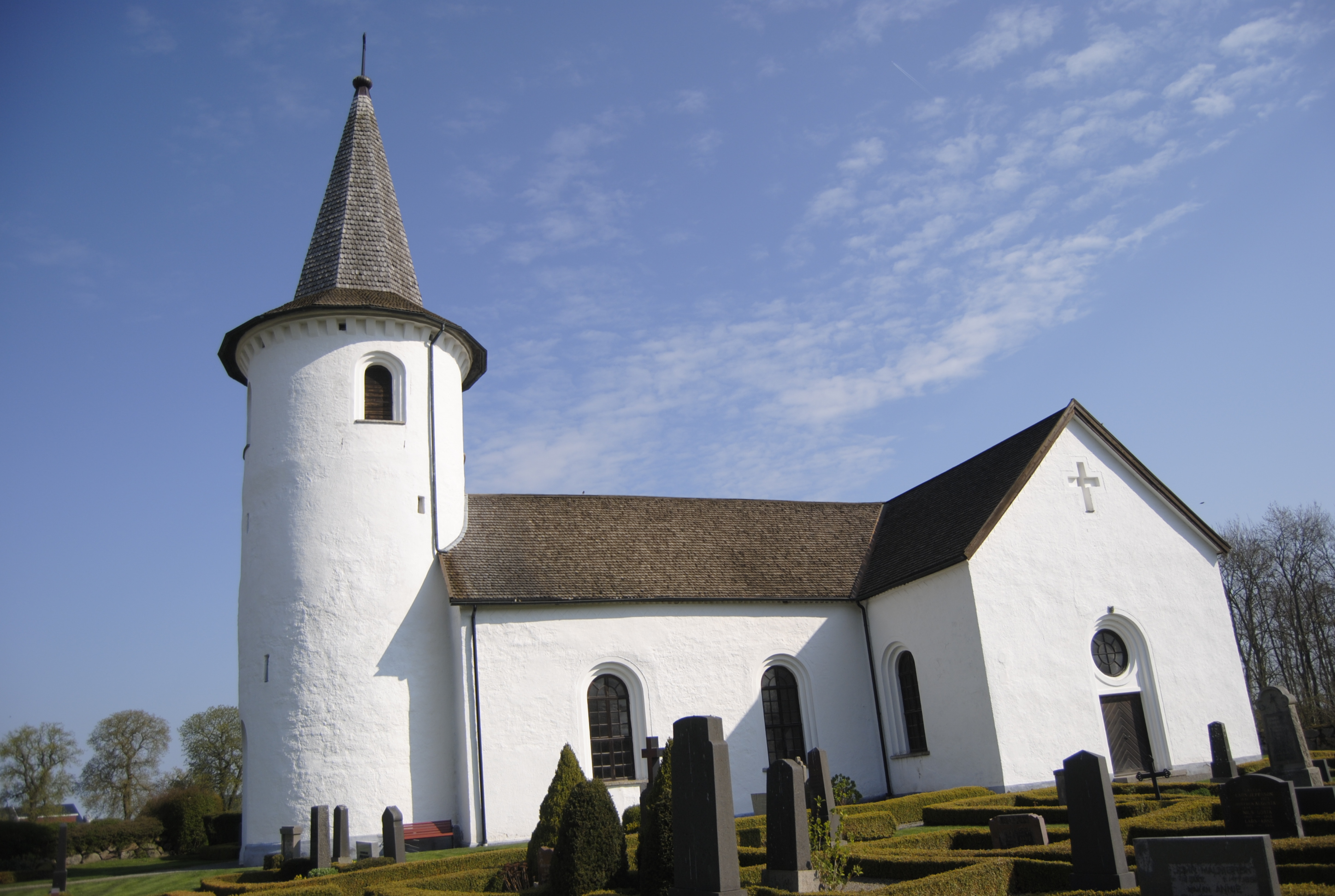
Kirche von Bollerup
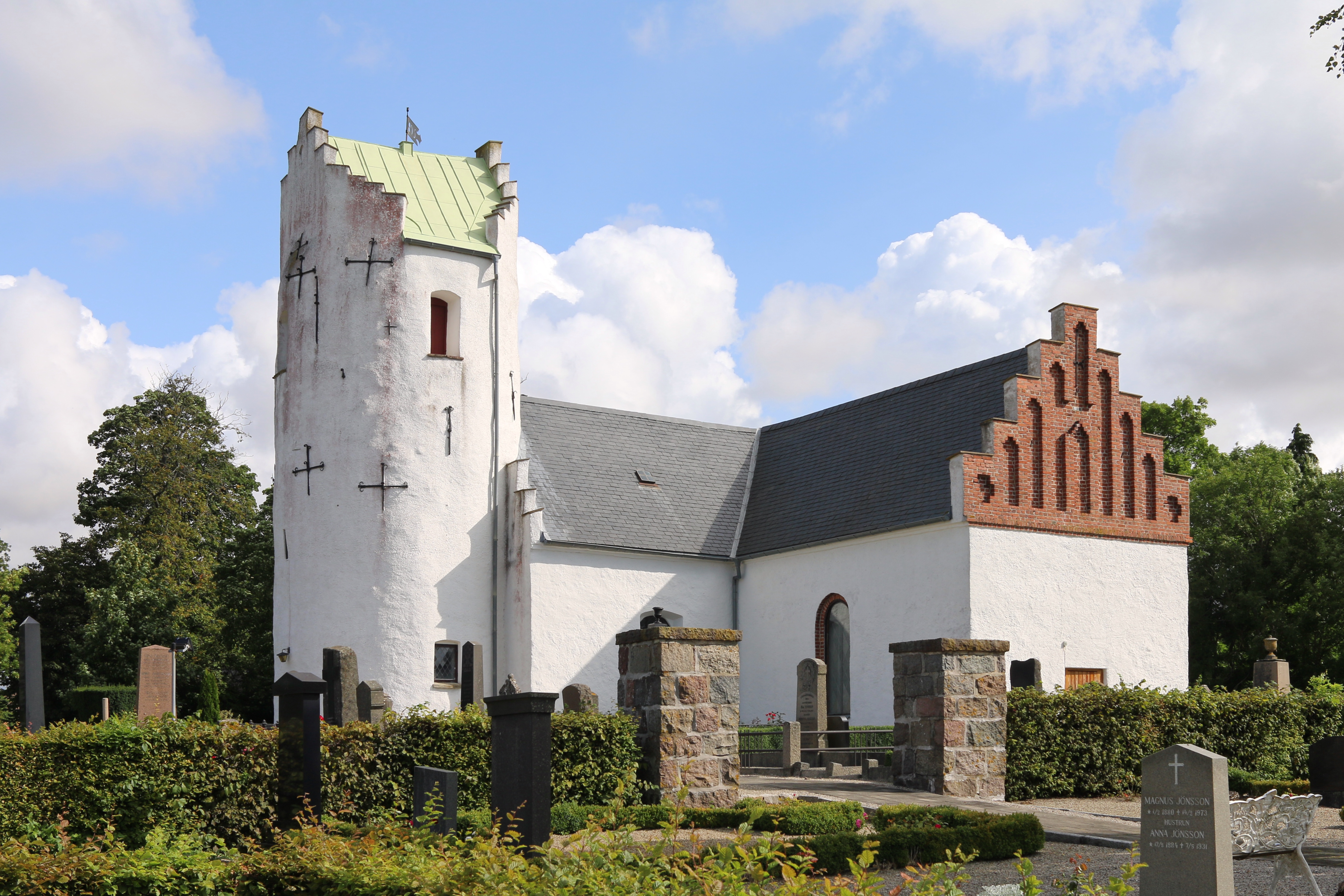
Kirche von Hammarlöv
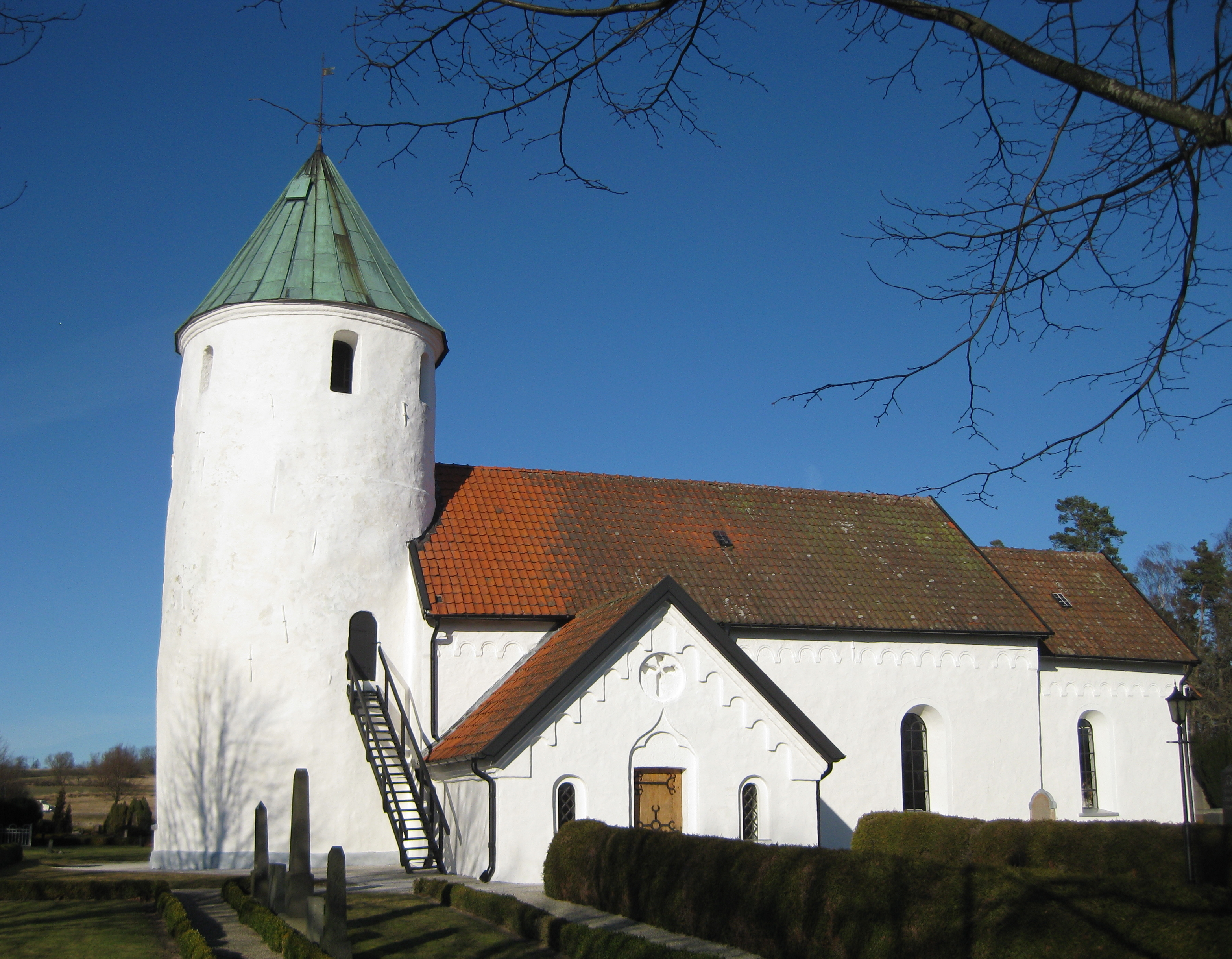
Kirche von Hammarlunda

Im 19. Jahrhundert abgerissen wurden die:
- Kirche von Dagstorp
- Kirche von Önnarp

### Weitere Rundturmkirchen
Weitere Länder mit Rundturmkirchen sind 
- Andorra, Santa Coloma
- Frankreich (in Elsass und Lothringen: Altrippe, Berg, Farebersviller, Farschviller, Heckenransbach, Hilbesheim, Lidrezing, Metting, Rodalbe, Tarquimpol, Weyer, Xouaxange, St-Marcel in Zetting). In Südfrankreich: Uzès. Auf Korsika: Ville-Di-Paraso.
- Italien (Domkirche, Sant’Apollinare in Classe und Sant’Apollinare Nuovo in Ravenna)
- Norwegen
- Polen: St. Ägidius (Inowłódz)
- Schottland St. Magnus Church auf Egilsay, Orkney und Kilmore Church, Dervaig, Isle of Mull, Hebriden
- Südafrika
- Tschechien

Frankreich
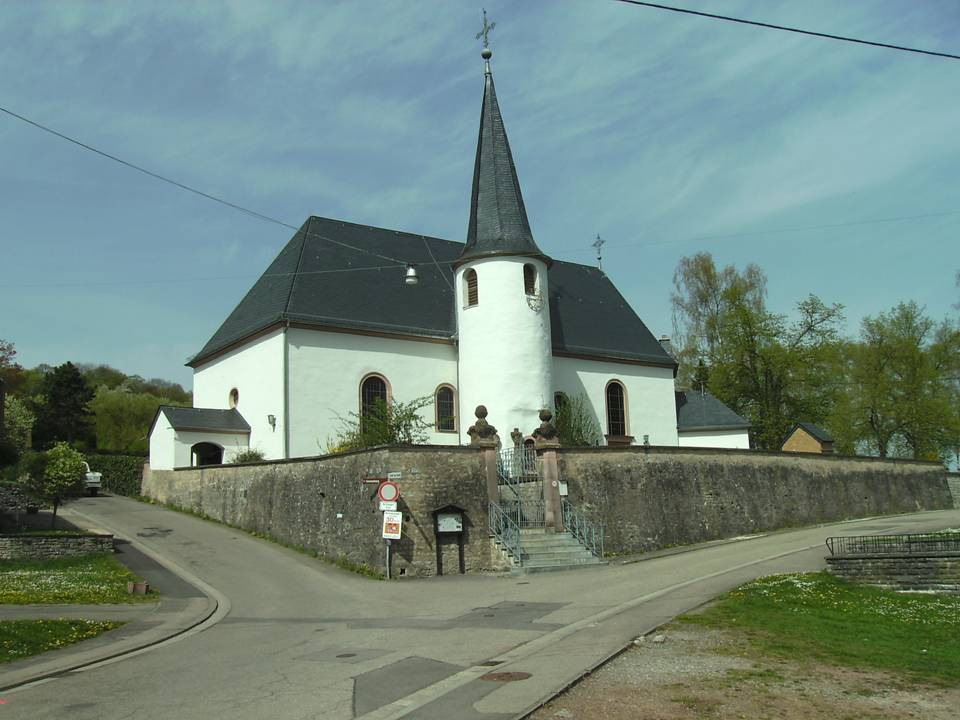
Bebelsheim Kirche im Bliesgau
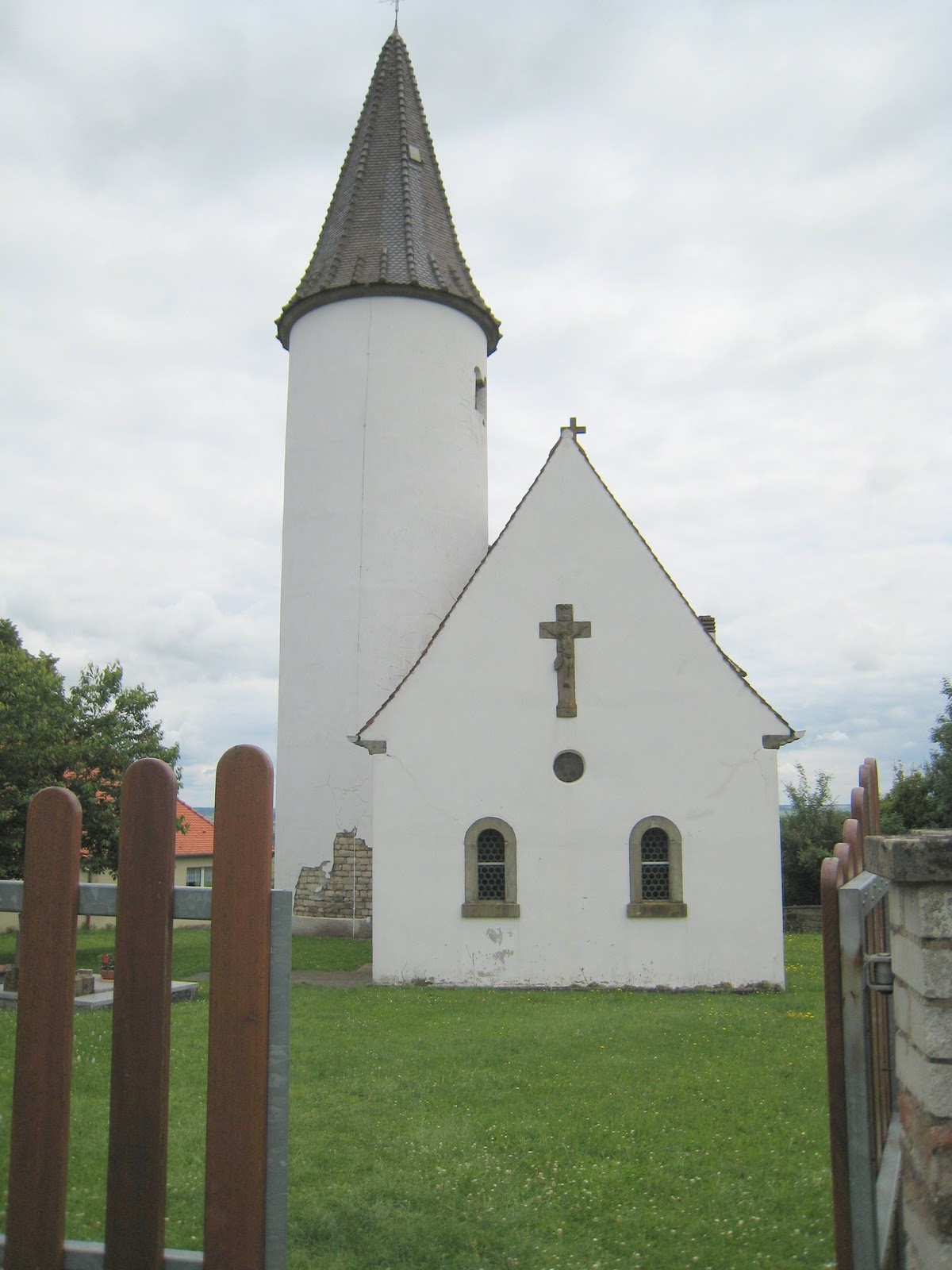
Berg/Elsass
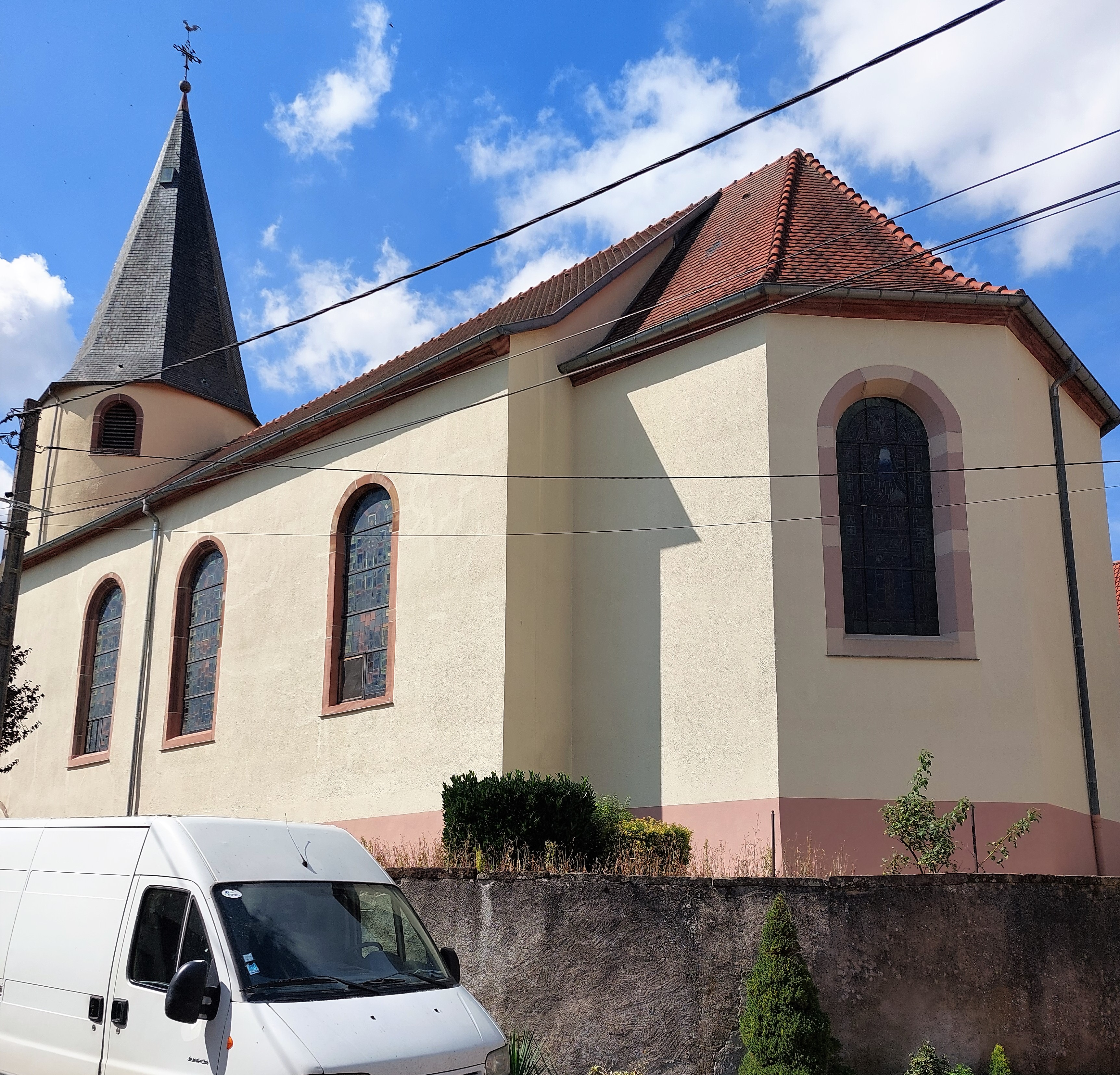
Weyer/Elsass
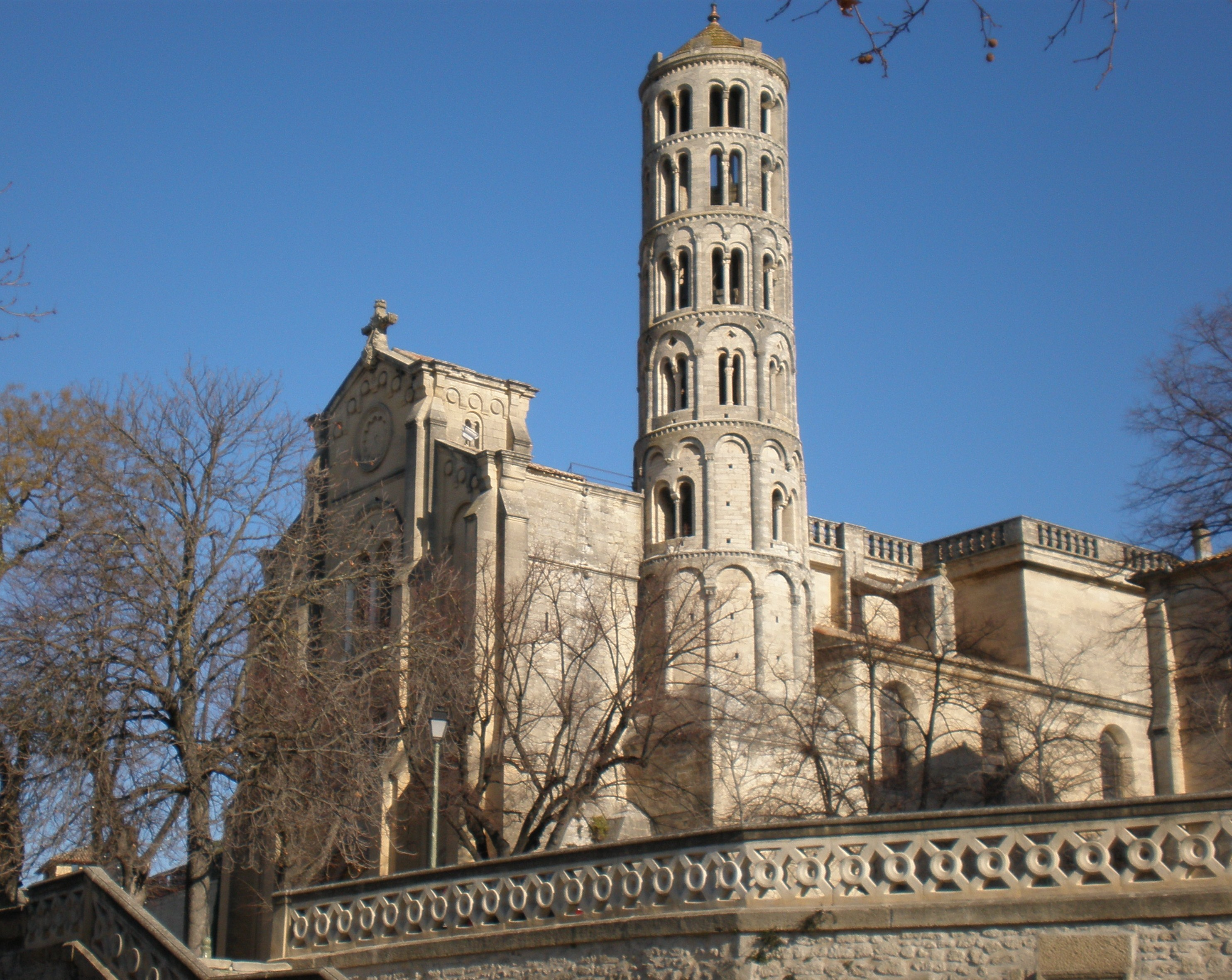
La tour Fenestrelle von St-Théodorit (Uzès)

## Ursprungstheorien
Merkmal dieser Kirchenform ist der Rundturm. Nach wie vor ist ungeklärt, warum auf diese Form zurückgegriffen wurde. Hierzu gibt es folgende Theorien.
- Viele Rundturmkirchen – gerade in East Anglia – befinden sich in Gebieten, in denen es wenig geeignetes Baumaterial gab. Da es einfacher ist, runde Formen mit den vorhandenen weicheren Steinen zu bauen, wurden die Türme rund konstruiert. Gegen diese Theorie spricht, dass man in Norddeutschland viele Rundturmkirchen aus Feldstein (Feldsteinkirchen) findet.
- Andere Kirchen befinden sich in Gebieten, die häufigen Plünderungen durch Wikinger unterworfen waren. Da gibt es die Theorie, dass es sich ursprünglich um Wehrtürme gehandelt haben könnte. Gegen diese Theorie spricht, dass die Türme im Regelfall zu kurz waren, um ausreichenden Schutz zu bieten, und außerdem häufig erst später an bestehende Kirchen angebaut wurden. Dies erkennt man häufig daran, dass die Wände des Turms an der Stelle, an der er an das Schiff angebaut ist, flach sind.
- Die Rundtürme werden versuchsweise aufgrund örtlicher Gegebenheiten erklärt, wie etwa frühgeschichtliche Steinkreise oder Brunnen. Unter dem englischen König Æthelstan, der das meiste zuvor von Wikingern besetzte Land zurückeroberte, blieben die Wikinger in ihrer Dörfern. Dies betrifft auch Dörfer, die Rundturmkirchen haben. Der Ortsname oder sein Suffix ist ein Hinweis auf eine Wikingergründung. Im Jahre 937 gab Athelstan ein Gesetz heraus, das festlegte, wodurch ein Anspruch auf den Status des „thegn“ (des freien Mannes) und auf seinen Besitz erworben wird (siehe Shakespeare Macbeth, Thane von Cawdor). Ein Erfordernis war, dass das Land einen Glockenturm (Glocke) haben musste. Es gibt Belege dafür, dass die Türme erst zu dieser Zeit an existierenden Kirchen errichtet wurden. Möglicherweise verdanken die Rundtürme ihre Existenz dieser Verordnung, denn viele der erhaltenen Rundturmkirchen datieren aus der Zeit vor der normannischen Eroberung im Jahre 1066, einige sind danach entstanden. Genaue Aufzeichnungen erfolgten im Jahre 1086 als das Domesday Book als erstes Grundbuch angelegt wurde.

Eine allgemein zufriedenstellende Erklärung steht jedoch aus.

## Abgrenzung
Rundturmkirchen sind nicht zu verwechseln mit den keltischen Rundtürmen, wie sie in Irland häufig (Glendalough) oder in Schottland seltener zu finden sind Auch nicht mit Rundkirchen, die im Gegensatz zu Rundturmkirchen, bei denen nur der Turm rund ist, einen runden Kirchen-Grundriss oder einen runden Kirchenteil aufweisen.